# جنوب‌سوسماران
جنوب‌سوسماران (نام علمی: Notosuchia) نام یک کلاد از رده خزندگان است.